# Groupement nord-africain
Pour les articles homonymes, voir GNA.
24e et 25e compagnies nord-africaines
Le groupement nord-africain (GNA) est une unité des forces françaises libres. Créé en 1941 en Syrie, il accompagne le groupe de bombardement Lorraine en Libye avant de revenir en garnison au Levant.

## Création et différentes dénominations
- 20 octobre 1941 : création du groupement nord-africain (GNA)
- mai 1942 : le GNA devient la 24e compagnie nord-africaine (24e CNA)
- 16 mai 1944 : création de la 25e compagnie nord-africaine par dédoublement de la 24e CNA, les deux compagnies forment le groupement nord-africain du Levant (GNAL)
- 31 décembre 1945 : dissolution du GNAL

## Historique
Le groupement nord-africain est créé le 20 octobre 1941 sur le camp d'aviation de Damas, avec des militaires nord-africains ayant choisi de servir la France libre après l'invasion alliée de la Syrie. Il est sous les ordres du capitaine Bourgoin.
Il rejoint rapidement le groupe de bombardement Lorraine des forces aériennes françaises libres, engagé dans la guerre du Désert. Le GNA assure la garde de ses bases aériennes.
En janvier 1942, le groupe Lorraine quitte le front. Le GNA est alors dirigé sur Abou Sueir (en), où il fusionne avec le détachement nord-africain du capitaine Kriegel, qui a eu un parcours symétrique au GNA avec le groupe de chasse Alsace.
Le capitaine Kriegel prend le commandement de l'unité, qui rejoint le camp d'aviation de Rayak. Elle est renommée 24e compagnie nord-africaine en mai 1942. La 24e CNA assure diverse missions de garnison dans les différentes régions du Levant. Elle prend notamment position à Damour en novembre 1942 pour s'opposer à un éventuel débarquement allemand.
Après la libération de l'Afrique du Nord, la compagnie peut recevoir des renforts. Elle se dédouble pour former la 25e compagnie nord-africaine et le groupement nord-africain du Levant (GNAL) est recréé avec les 24e et 25e compagnies le 16 mai 1944.
Le 31 décembre 1945, le GNAL est dissous, pour former le lendemain le bataillon mixte zouaves-tirailleurs du Levant, par fusion avec le bataillon de marche du 9e régiment de zouaves de la 3e brigade indépendante.